# Steninge sogn
Steninge sogn i Halland var en del af Halmstad herred. Steninge distrikt dækker det samme område og er en del af Halmstads kommun. Sognets areal var 18,62 kvadratkilometer, heraf land 18,53. I 2020 havde distriktet 1.083 indbyggere. En del af landsbyen Steninge ligger i sognet.
Navnet (1341 Stænyngæ) er det dannet af sten (som et geologisk materiale eller drengenavn) og -inge Befolkningen steg fra 1810 (260 indbyggere) till 1900 (646 indbyggere). Derefter faldt den, så der i 1970 var 340 indbyggere i Steninge. Siden da er befolkningen vokset hurtigt.
Der er to naturreservater i sognet: Skipås og Steningekusten. Begge er delt med Eftra sogn og del af EU-netværket Natura 2000. 